# Konrad Riggenmann
Konrad Riggenmann (* 1952 in Pfaffenhofen an der Roth) ist ein Lehrer, der eine Reihe von Jugendtheaterstücken verfasst, kirchenkritische Bücher publiziert sowie Gerichtsprozesse gegen das Kreuz in Klassenzimmern geführt hat. 

## Leben
Konrad Riggenmann ist das dritte von fünf Kindern einer Lehrerfamilie. Er war als Kind Ministrant und übte als Jugendlicher Leitungsfunktionen bei der Katholischen Landjugend aus.  Mit 21 Jahren trat er in ein Priesterseminar ein. Das Studium der Theologie brach er nach vier Semestern ab. 1978 trat er aus der Kirche aus und wurde im gleichen Jahr Lehrer an Grund- und Hauptschulen. Er veröffentlichte insgesamt zwölf Jugendtheaterstücke. Im Jahr 2001 promovierte er an der Universität Augsburg über „John Deweys Pädagogik am Beispiel seiner Rezeption in Brasilien“. Im Jahr 2002 erwirkte Riggemann vor dem Bayerischen Verwaltungsgerichtshof, dass in Bayern an den Wänden der Klassenräume angebrachte Kreuze während seines Unterrichtes abgenommen werden dürfen. In der Ausgabe vom 10. Januar 2002 beschäftigte sich der Bayernkurier in zwei Artikeln mit dem Urteil.

## Auszeichnungen
- Sieben-Schwaben-Preis (Mundarttheater), Augsburg 1994
- Ossip-K.-Flechtheim-Preis der Humanistischen Union 2002

## Werke

### Sachliteratur
- John Dewey's Pädagogik und ihr Fortleben bei Paulo Freire. By, through and for women? Verlag Dialogische Erziehung, Oldenburg 2001
- Escola nova, escola ativa! John Deweys Pädagogik am Beispiel ihrer Rezeption in Brasilien. Paulo Freire Verlag, Oldenburg 20011, 2. Auflage 2006 (Dissertation)
- Kruzifix und Holocaust. Über die erfolgreichste Gewaltdarstellung der Weltgeschichte. Espresso-Verlag, Berlin 2002
- So gut warst du, Jeschu Barabbas. Der Nazarener nach der Frau aus Migdal. Liber Libri 2007
- Heilige Täter, liebende Väter. In:  T. D. Wabbel (Hrsg.): Das heilige Nichts. Gott nach dem Holocaust. Patmos Verlag, Düsseldorf 2007, S. 92–113
- Jesus. Vom Mißbrauch des Menschensohns. Edition Va Bene 2009, ISBN 978-3-85167-233-6

### Theaterstücke
im Impuls-Theater-Verlag, München:
- Schwäbisches Weihnachtsspiel. Für Kinder und Leut, 1985
- Mirjam unter der Palme. Ein Weihnachtsspiel nach der 19. Sure des Koran, 1989
- Rio Dezembro. Ein Carioca-Weihnachtsspiel, 1990

im Deutschen Theaterverlag, Weinheim/Bergstraße:  
- Nikolaos. Ein Spiel um den Mann aus Myra, der das Geld zum Fenster reinwarf, 1992
- Männer! Szenen zur Lage des zweitschönsten Geschlechts, 1994
- Rauchen ist gesund, sagt Dr. Marlboro. Eine Parodie, 1996
- … immer noch besser als Lehrer zu sein! Ein Spiel mit Gesang zur Verabschiedung von Lehrern und Rektoren, 1996
- Drachenburger. Eine alte Legende, neu erzählt, 1998[2]
- Böse Mädchen!, 2000
- Libretto zu: Spinni? Die Haindling-Oper. 13 verrückte Szenen in Haindling, Musik: Hans-Jürgen Buchner, Text und Playback-CD, 2003
- Siegerküsschen. Über Fußball und andere Leistungssportarten, 2006
- The making of Sambatics. Pop-Musical mit brasilianischem Samba, 2008